# Burbank (hrabstwo Santa Clara)
Burbank – jednostka osadnicza w Stanach Zjednoczonych, w stanie Kalifornia, w hrabstwie Santa Clara.